# Simancas
Simancas est une commune de la province de Valladolid dans la communauté autonome de Castille-et-León en Espagne.

## Histoire
En l'an 939, sous les murs de la ville, il y eut une bataille entre les forces chrétiennes de Ramiro II et le calife Abd al-Rahman III connue sous le nom bataille de Simancas.
En 1813, une nouvelle bataille opposa les troupes alliées des espagnols, anglais et portugais, commandées par Wellington, aux troupes de Napoléon, qui se retiraient après la bataille des Arapiles. Napoléon fait voler les archives générales de Simancas (Archivo général de Simancas) pour les transférer à Paris. L' Espagne en demandera la restitution qui ne sera faite que le 21 décembre 1940 sous Pétain. 

## Sites et patrimoine
Les édifices les plus caractéristiques de la commune sont :
- Château (es) - Archive générale de Simancas.

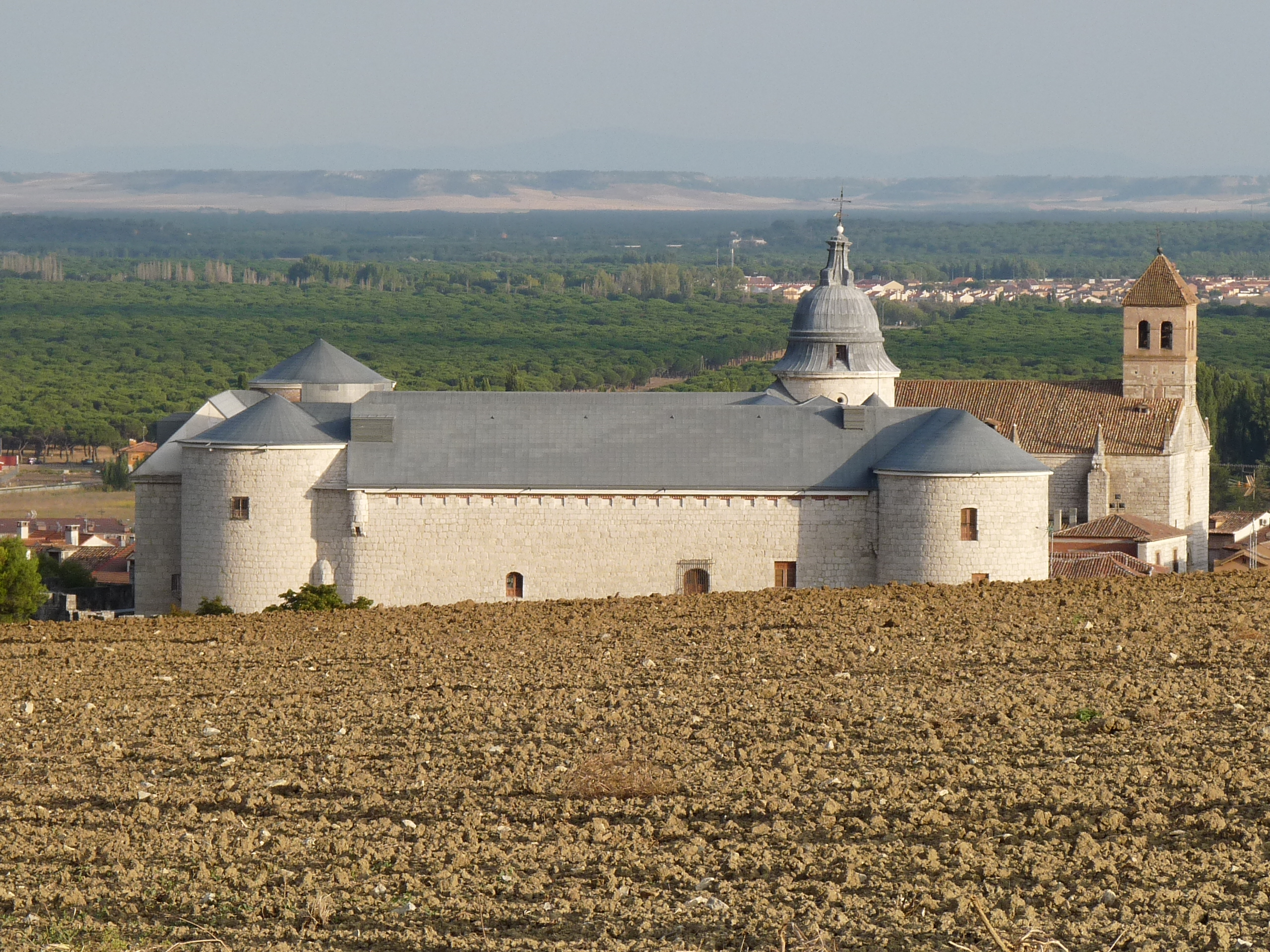
Château de Simancas
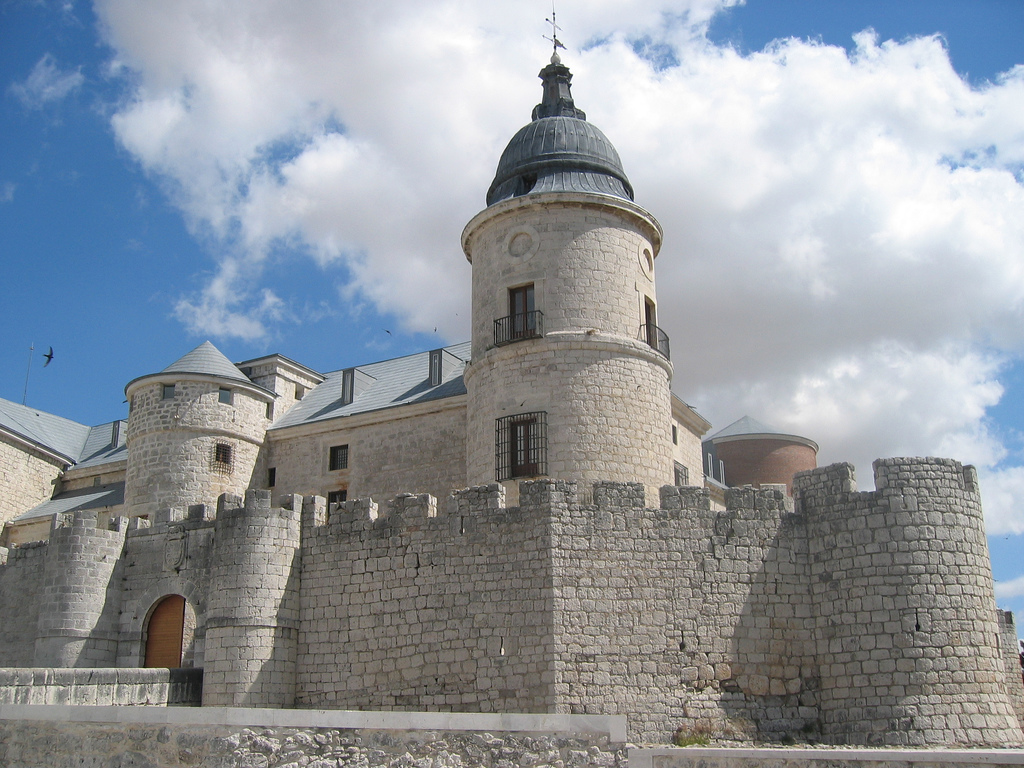
Château de Simancas

- Église paroissiale El Salvador (es).
- Pont de Simancas (es).

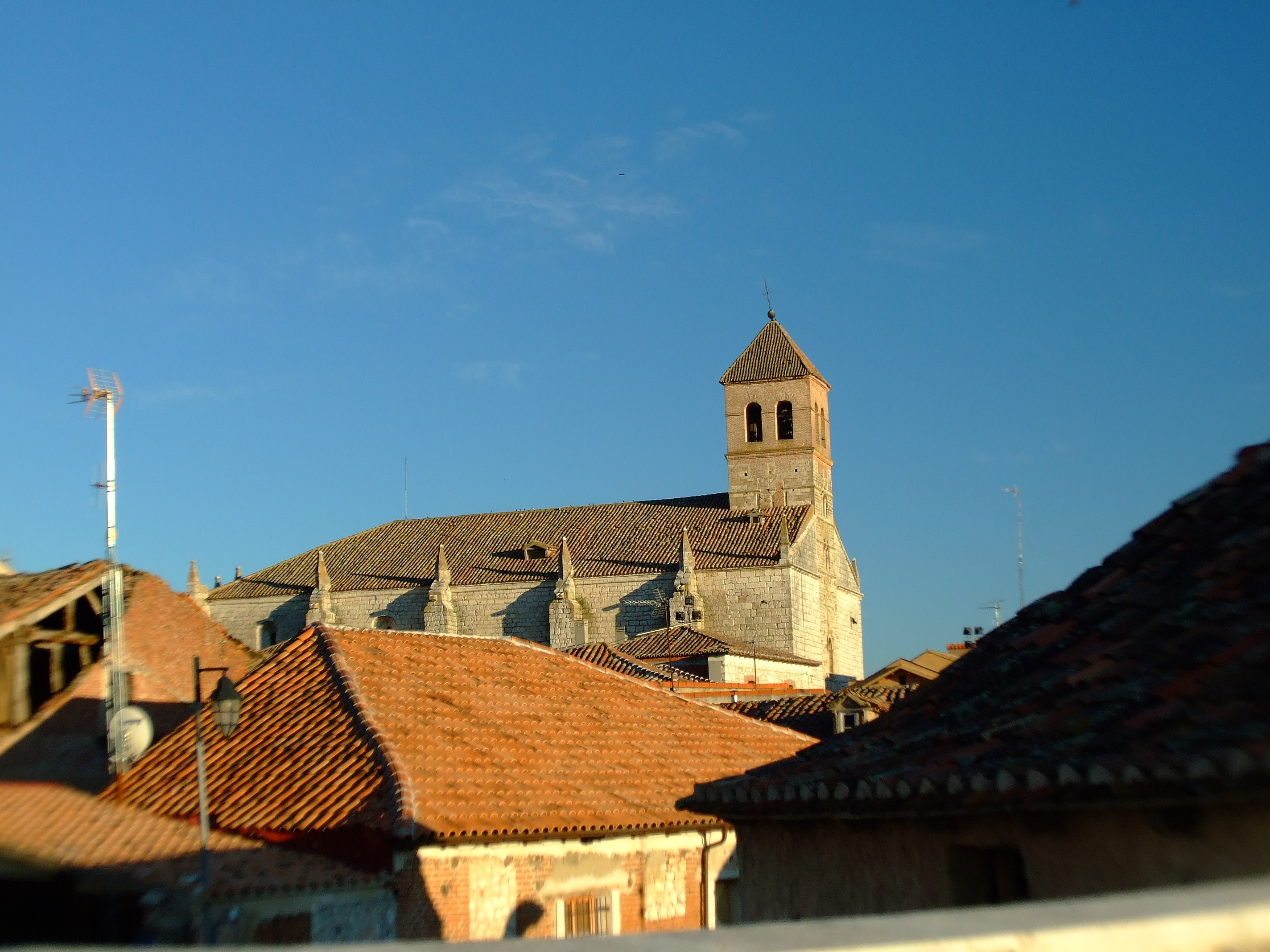
Église El Salvador.
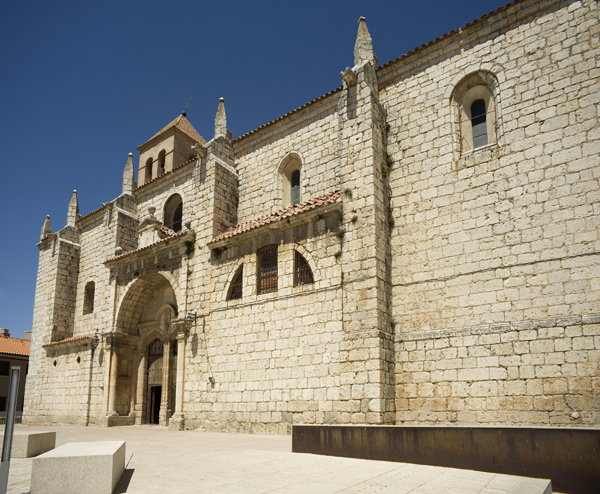
Église El Salvador.
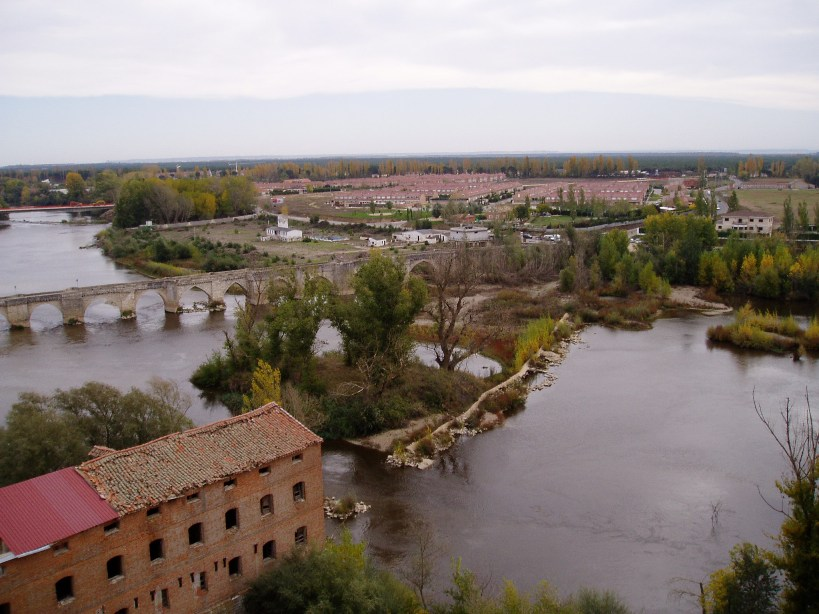
Pont de Simancas.

- Rollo jurisdiccional (ou Rollo de Justicia).
- Cimetière mégalithique de los Zumacales.

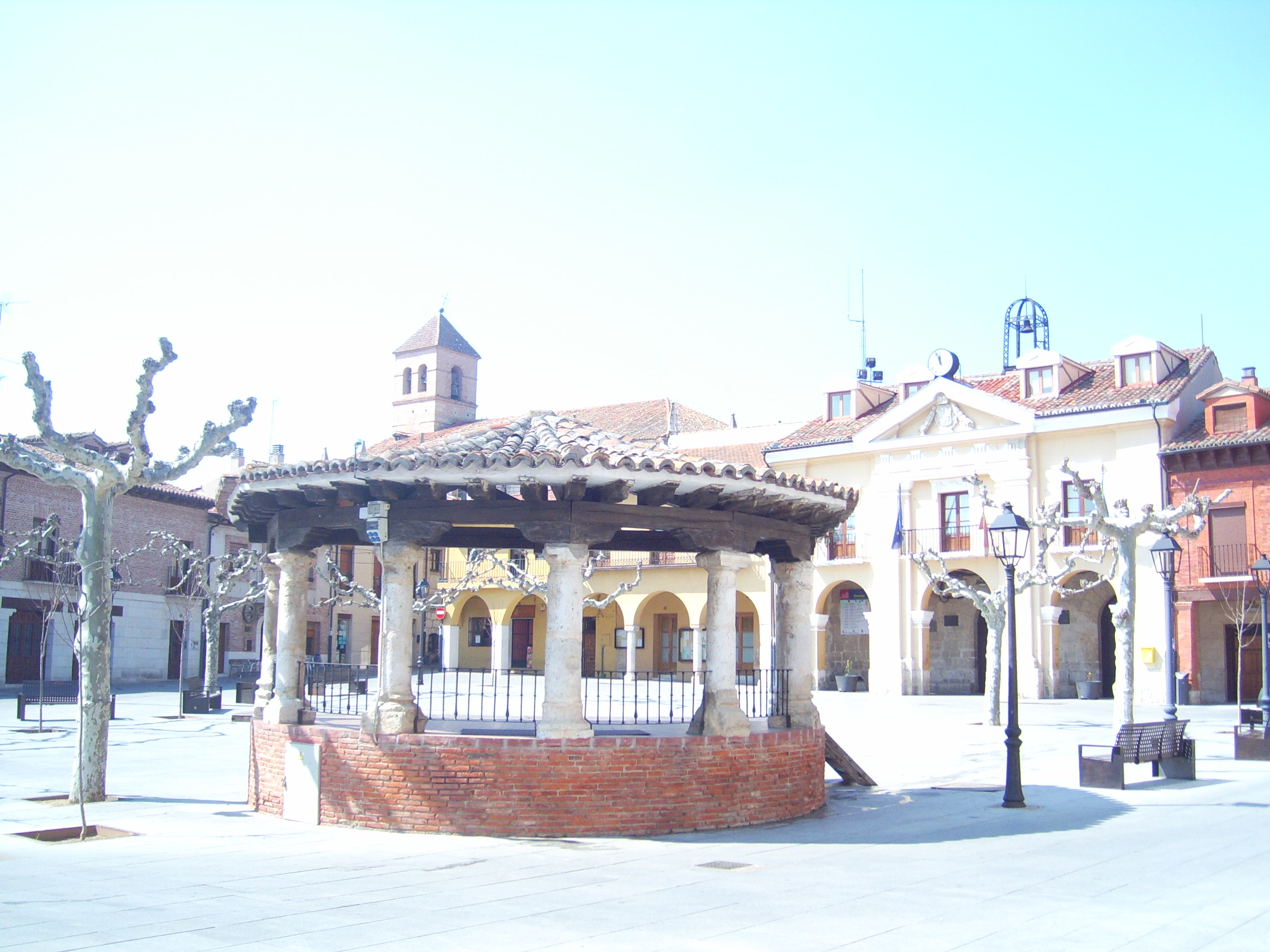
Plaza Mayor.
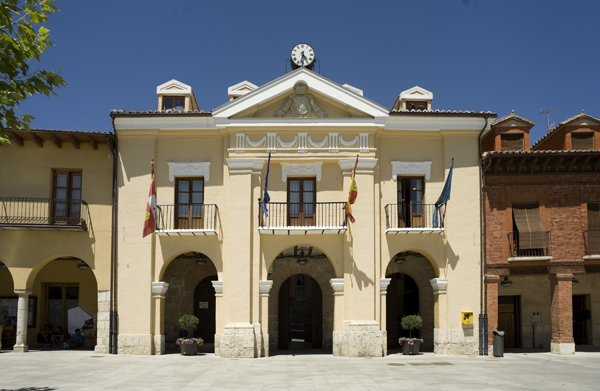
Hôtel de ville.
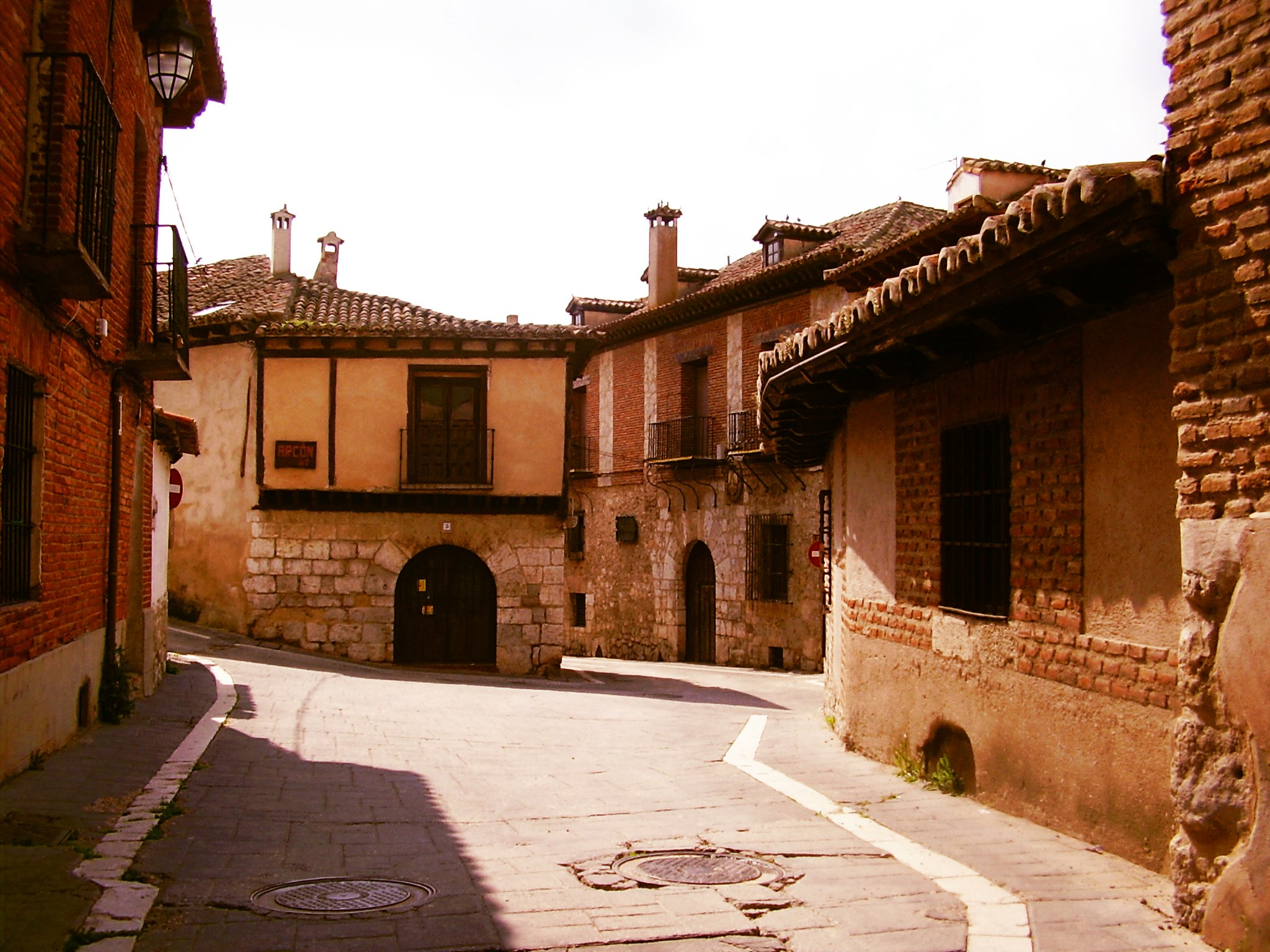
Rue de Simancas.